# Krasonice
Krasonice település Csehországban, a Jihlavai járásban. Krasonice Meziříčko, Jindřichovice, Červený Hrádek, Knínice, Nová Říše, Zdeňkov és Radkovice u Budče településekkel határos. Lakosainak száma 216 fő (2024. január 1.).

## Népesség
A település lakosságának változását az alábbi diagram mutatja:
| Lakosok száma | 674  | 642  | 638  | 414  | 311  | 202  | 201  | 197  | 197  | 216  |
|               | 1869 | 1900 | 1921 | 1961 | 1980 | 2011 | 2016 | 2019 | 2021 | 2024 |